# 4 Your Soul
4 your Soul ist eine deutsche Formation von Musikern, deren Repertoire vor allem Stücke aus den Bereichen Soul und Jazz beinhaltet. Die Gruppe wurde 1999 für ein Benefizkonzert gegründet.

## Besetzung
- Cae Gauntt, Gesang
- Sandie Wollasch, Gesang
- Kamary Phillips, Gesang
- Tommy Baldu, Perkussion
- Florian Sitzmann, Keyboards

## Ehemalige Mitglieder
- Edo Zanki, Gesang
- Xavier Naidoo, Gesang
- Bo Heart, Gesang und Keyboards
- Lisa Cash, Gesang
- Pat Appleton, Gesang
- Danyelle Vanes, Gesang

## Diskografie
- 4 your Soul (2001)
- Live at Billy Blues (2005)